# 조하나 (1972년)
조하나(1972년 3월 20일(음력 1972년 2월 6일) ~ )는 대한민국의 배우이며, 안무가 겸 대학 교수이다.

## 학력
- 목포북교초등학교 (졸업)
- 이일여자중학교 (졸업)
- 계원예술고등학교 무용과 (졸업)
- 숙명여자대학교 무용학과 (졸업)
- 숙명여자대학교 대학원 전통문화예술학과 (졸업)
- 한양대학교 대학원 무용학과 (졸업)

## 경력
- KBS 14기 공채 탤런트 (1991년)
- '조하나 춤자국' 예술감독 (2004년 ~ )
- 서울종합예술학교 뮤지컬학부 겸임교수
- 숙명여자대학교 무용학과 강의
- 국악예술고등학교 강의
- 국가무형문화재 제27호 승무 이수
- 한양대학교 ERICA캠퍼스 무용예술학과 겸임교수

## 생애
전라남도 진도에서 출생하여 전라남도 해남에서 잠시 유아기를 보낸 적이 있지만, 줄곧 전라남도 목포에서 성장하였다. 경기도 성남 계원예술고등학교 진학 이후에 서울로 이사하였으며, 계원예술고등학교 3학년이던 1989년 당시 빙그레 모델 선발대회에 호기심으로 우연히 응모했다가 1등을 차지했다. 이후 1990년 연극배우로 데뷔하고 이듬해 1991년 KBS 14기 공채 탤런트로 정식 데뷔하였지만, 당시 대학 재학 중에는 연예 활동이 불가능하다는 학칙으로 인해 활동하지 못했다. 2004년에 '조하나 춤자국'이란 팀을 결성하여 현재까지도 무용가로 활동을 하고 있다.

## 연기 활동

### 텔레비전 드라마
- 1991년 KBS1 청소년 드라마 《맥랑시대》 ... 언니 역
- 1992년 KBS2 주간단막극 《TV 손자병법》
- 1993년 KBS2 수목 미니시리즈 《기쁨이면서 슬픔인 채로》
- 1993년 KBS2 수목 미니시리즈 《살아남은 자의 슬픔》
- 1993년 KBS2 월화드라마 《일월》
- 1993년 KBS2 주간단막극 《신 손자병법》
- 1994년 KBS2 주말연속극 《딸부잣집》 ... 권소령의 학교 후배 역
- 1995년 KBS1 전원드라마 《대추나무 사랑 걸렸네》 ... 차미순 역
- 1995년 MBC 주간드라마 《사춘기》 ... 무용 교사 역
- 1995년 KBS1 일일연속극 《바람은 불어도》 ... 황산해의 맞선 실패녀 역
- 1996년 MBC 주간단막극 《베스트극장》 (2006년까지 출연)
- 1996년 KBS2 주말연속극 《첫사랑》 ... 간호사 역
- 1997년 MBC 일일시트콤 《남자 셋 여자 셋》
- 1997년 SBS 일일드라마 《미아리 일번지》 ... 샤넬 박 역
- 1998년 MBC 농촌드라마 《전원일기》 ... 이남영 역
- 1999년 KBS2 주말연속극 《유정》 ... 조하나 역
- 2000년 MBC 월요시트콤 《세 친구》
- 2000년 KBS2 금요드라마 《부부클리닉 사랑과 전쟁》
- 2000년 MBC 월화드라마 《아줌마》 ... 서현우 역
- 2002년 KBS2 주간단막극 《KBS 드라마시티》 (2003년까지 출연)
- 2002년 KBS2 일일시트콤 《동물원 사람들》
- 2002년 MBC 주말연속극 《그대를 알고부터》 ... 스포츠 에이전트 역
- 2002년 MBC 주간시트콤 《연인들》
- 2004년 MBC 주간 법정드라마 《실화극장 죄와 벌》 ... 변호사 역

### 영화
- 2009년 《낯선 곳 낯선 시간》 ... 연화 역

## 기타 활동

### 텔레비전 프로그램
- 2019년~2021년 SBS 《불타는 청춘》 ... 게스트 출연
- 2021년 SBS 《골 때리는 그녀들》

### 공연
- 2008년 6월 28일~9월 26일 《조하나의 CLASSIC ESSAY》 - 해설 역
- 2008년 8월 18일 《청소년을 위한 조하나의 CLASSIC ESSAY》 - 해설 역
- 2009년 11월 4일 《세가지 빛깔 춤 에세이Ⅱ》

## 수상
- 2015년 제2회 평화통일국악경연대회 통일부장관상
- 2015년 한국무용학회 최우수 연구자상 수상